# Slivniško Pohorje
Slivniško Pohorje je naselje na Pohorju v Občini Hoče - Slivnica.